# Rinna landskommun
Rinna landskommun var en tidigare kommun i Östergötlands län.

## Administrativ historik
När 1862 års kommunalförordningar trädde i kraft inrättades i Sverige cirka 2 500 kommuner. Huvuddelen av dessa var landskommuner (baserade på den äldre sockenindelningen), vartill kom 89 städer och åtta köpingar. I Rinna socken i Göstrings härad i Östergötland inrättades då denna kommun.
1 januari 1905 (enligt beslut 30 april 1904) överfördes från Rinna landskommun till Trehörna landskommun i Lysings härad hemmanen Bjärsjö nr 1, Finnarp nr 1, Göteryd nr 1-2, Kättestorp nr 1, Nyarp nr 1, Skrångstorp nr 1, Stutarp nr 1 samt torpen Jägersborg nr 1, Klämmesmålen och Backen och ängen Slättmossen eller Klämmesmålen.
Vid kommunreformen 1952 uppgick denna i Folkunga landskommun. Denna upplöstes 1971 varvid denna del uppgick i Boxholms kommun.

## Politik

### Mandatfördelning i Rinna landskommun 1938-1946
| 1 | 4 | 10 |

| 15 |

| 6 | 9 |

| 14 |

| 5 | 10 |

| 15 |